# MTV Movie Awards 1998
La 7ª edizione degli MTV Movie Awards si è svolta il 30 maggio 1998 a Santa Monica, California, ed è stata presentata da Samuel L. Jackson.

## Performance musicali
Nel corso dello spettacolo si sono esibiti:
- Natalie Imbruglia (Torn)
- Wallflowers (Heroes)
- Mase (Sittin' On Top of the World)

## Parodie (Movie Spoofs)
Nel corso dello spettacolo sono stati parodiati:
- Titanic
- Godzilla
- la serie televisiva Dawson's Creek

## Vincitori e candidati
I vincitori sono indicati in grassetto.

### Miglior film (Best Movie)
- Titanic, regia di James Cameron
- Austin Powers - Il controspione (Austin Powers: International Man of Mystery), regia di Jay Roach
- Face/Off - Due facce di un assassino (Face/Off), regia di John Woo
- Will Hunting - Genio ribelle (Good Will Hunting), regia di Gus Van Sant
- Men in Black, regia di Barry Sonnenfeld

### Miglior performance maschile (Best Male Performance)
- Leonardo DiCaprio - Titanic
- Nicolas Cage - Face/Off - Due facce di un assassino (Face/Off)
- Matt Damon - Will Hunting - Genio ribelle (Good Will Hunting)
- Samuel L. Jackson - Jackie Brown
- John Travolta - Face/Off - Due facce di un assassino (Face/Off)

### Miglior performance femminile (Best Female Performance)
- Neve Campbell - Scream 2
- Vivica A. Fox - I sapori della vita (Soul Food)
- Helen Hunt - Qualcosa è cambiato (As Good as It Gets)
- Julia Roberts - Il matrimonio del mio migliore amico (My Best Friend's Wedding)
- Kate Winslet - Titanic

### Miglior performance rivelazione (Breakthrough Performance)
- Heather Graham - Boogie Nights - L'altra Hollywood (Boogie Nights)
- Joey Lauren Adams - In cerca di Amy (Chasing Amy)
- Rupert Everett - Il matrimonio del mio migliore amico (My Best Friend's Wedding)
- Sarah Michelle Gellar - So cosa hai fatto (I Know What You Did Last Summer)
- Jennifer Lopez - Selena

### Miglior coppia (Best On-Screen Duo)
- John Travolta e Nicolas Cage - Face/Off - Due facce di un assassino (Face/Off)
- Matt Damon e Ben Affleck - Will Hunting - Genio ribelle (Good Will Hunting)
- Leonardo DiCaprio e Kate Winslet - Titanic
- Adam Sandler e Drew Barrymore - Prima o poi me lo sposo (The Wedding Singer)
- Will Smith e Tommy Lee Jones - Men in Black

### Miglior cattivo (Best Villain)
- Mike Myers - Austin Powers - Il controspione (Austin Powers: International Man of Mystery)
- Nicolas Cage e John Travolta - Face/Off - Due facce di un assassino (Face/Off)
- Gary Oldman - Air Force One
- Al Pacino - L'avvocato del diavolo (Devil's Advocate)
- Billy Zane - Titanic

### Miglior performance comica (Best Comedic Performance)
- Jim Carrey - Bugiardo Bugiardo (Liar Liar)
- Rupert Everett - Il matrimonio del mio migliore amico (My Best Friend's Wedding)
- Mike Myers - Austin Powers - Il controspione (Austin Powers: International Man of Mystery)
- Adam Sandler - Prima o poi me lo sposo (The Wedding Singer)
- Will Smith - Men in Black

### Miglior performance musicale (Best Musical Performance)
- You Can Leave Your Hat On eseguita da Robert Carlyle, Mark Addy, William Snape, Tom Wilkinson, Paul Barber e Hugo Speer - Full Monty - Squattrinati organizzati (The Full Monty)
- Soul Bossa Nova eseguita da Mike Myers - Austin Powers - Il controspione (Austin Powers: International Man of Mystery)
- Spice Up Your Life cantata da Spice Girls - Spice Girls - Il film (Spiceworld: The Movie)
- Third-Class Dance eseguita da Leonardo DiCaprio e Kate Winslet - Titanic (Titanic)

### Miglior canzone (Best Song From a Movie)
- Men in Black cantata da Will Smith - Men in Black
- A Song for Mama cantata da Boyz II Men - I sapori della vita (Soul Food)
- Mouth cantata da Bush - Un lupo mannaro americano a Parigi (An American Werewolf in Paris)
- My Heart Will Go On cantata da Céline Dion - Titanic
- Deadweight cantata da Beck - Una vita esagerata (A Life Less Ordinary)

### Miglior bacio (Best Kiss)
- Adam Sandler e Drew Barrymore - Prima o poi me lo sposo (The Wedding Singer)
- Joey Lauren Adams e Carmen Llywellyn - In cerca di Amy (Chasing Amy)
- Matt Damon e Minnie Driver - Will Hunting - Genio ribelle (Good Will Hunting)
- Leonardo DiCaprio e Kate Winslet - Titanic
- Kevin Kline e Tom Selleck - In & Out

### Miglior sequenza d'azione (Best Action Sequence)
- L'inseguimento in barca - Face/Off - Due facce di un assassino (Face/Off)
- T-Rex attacca San Diego - Il mondo perduto - Jurassic Park (The Lost World: Jurassic Park)
- L'insetto attacca la fortezza - Starship Troopers - Fanteria dello spazio (Starship Troopers)
- La nave affonda - Titanic
- L'inseguimento motocicletta / elicottero - Agente 007 - Il domani non muore mai (Tomorrow Never Dies)

### Miglior combattimento (Best Fight)
- Will Smith contro Cockroach - Men in Black
- Harrison Ford contro Gary Oldman - Air Force One
- Milla Jovovich contro gli alieni - Il quinto elemento (The Fifth Element)
- Demi Moore contro Viggo Mortensen - Soldato Jane (G.I. Jane)
- Michelle Yeoh - Agente 007 - Il domani non muore mai (Tomorrow Never Dies)

### Miglior sequenza di ballo (Best Dance Sequence)
- Mike Myers & Londoners - Austin Powers - Il controspione (Austin Powers: International Man of Mystery)
- Cameron Diaz e Ewan McGregor - Una vita esagerata (A Life Less Ordinary)
- Lisa Kudrow, Mira Sorvino e Alan Cumming - Romy & Michelle (Romy & Michele's High School Reunion)
- Robert Carlyle, Mark Addy, Tom Wilkinson, Paul Barber, Steve Huison, Hugo Speer - Full Monty - Squattrinati organizzati (The Full Monty)
- Mark Wahlberg e il resto del cast - Boogie Nights - L'altra Hollywood (Boogie Nights)

### Best Prosthetic Head on a Stick
- Men in Black

### Miglior nuovo film-maker (Best New Filmmaker Award)
- Peter Cattaneo

### Premio alla Carriera (Lifetime Achievement Award)
- Clint Howard